# Wojna wojnie
Wojna wojnie (niem. Krieg dem kriege) – album niemieckiego pacyfisty Ernsta Friedricha wydany w 1924 roku, mający na celu pokazać prawdziwe oblicze wojny. Do roku 1930 był wznawiany w Niemczech 10 razy; przełożony na wiele języków. Zawiera niemal 180 zdjęć. Wiele z nich to uznane przez rządowych cenzorów za nienadające się do publikacji zdjęcia z niemieckich archiwów wojskowych i medycznych. Fotografie opatrzone są podpisami w czterech językach: niemieckim, francuskim, holenderskim i angielskim. 
Publikacja spotkała się z potępieniem rządu, protestem związków weteranów i organizacji patriotycznych, a z drugiej strony z aprobatą lewicowych pisarzy, artystów i intelektualistów oraz zwolenników stowarzyszeń antywojennych.
Pierwsze polskie tłumaczenie ukazało się nakładem wydawnictwa Bractwa Trojka w 2017 roku (przeł. Zuzanna Sękowska). (ISBN: 978-83-947-490-0-2)